# Verstehen Sie Spaß?
Verstehen Sie Spaß? ist eine Unterhaltungssendung, bei der Personen Streiche gespielt und dabei mit versteckter Kamera gefilmt werden.

## Konzept
Das wesentliche Element von Verstehen Sie Spaß? sind Kurzfilme mit der versteckten Kamera. Dabei werden ahnungslose Menschen im Alltag und Prominente durch Lockvögel in unerwartete Umstände verwickelt. Publikum und Fernsehzuschauer sollen sich an der daraus entstehenden Situationskomik und den Verhaltensweisen der Betroffenen erfreuen. Die Situation wird schließlich aufgelöst, indem der Moderator der Show oder der Lockvogel selbst das „Opfer“ über den Streich aufklärt. Zum Konzept der Samstagabendshow gehören seit 1983 neben den Filmen mit der versteckten Kamera sowohl Gespräche mit einigen „Opfern“, insbesondere mit Prominenten als auch Showeinlagen. Zu Zeiten von Paola und Kurt Felix waren nur Musiker zu Gast, die er kurz zuvor mit der versteckten Kamera erwischt hatte.
Seit den 1990er Jahren werden gelegentlich im SWR Fernsehen die besten Streiche in halbstündigen Sendungen wiederholt.
Adaptionen und Nachahmer des Konzeptes finden sich unter anderem in der Comedy-Falle oder in diversen Clipsendungen, in denen mit versteckter oder weniger versteckter Kamera gedrehte Filme gezeigt werden.

## Geschichte

Kurt Felix in Teleboy, Comet Photo, Bildarchiv der ETH Zürich, 1974

Die Sendung ist eine Weiterentwicklung der Fernsehsendung Teleboy des Schweizer Fernsehens, die von 1974 bis 1981 ausgestrahlt wurde und bei der bereits Filme mit der versteckten Kamera regelmäßig eingestreut waren. Ihr Erfinder und Moderator war ebenfalls Kurt Felix. Die Idee der versteckten Kamera beruht auf der WDR-Sendung Vorsicht Kamera mit Chris Howland, die 1961 ins deutsche Fernsehen kam und ihrerseits auf der US-amerikanischen Sendung Candid Camera von Allen Funt basierte. Verstehen Sie Spaß? wurde erstmals am 31. Januar 1980 als 30-minütige Sendung im Abendprogramm des Ersten als Koproduktion des SDR und des NDR ausgestrahlt und von Felix moderiert.
1983 entwickelte Kurt Felix die Sendung zu einer großen Samstagabendshow, und seine Ehefrau Paola kam als Co-Moderatorin hinzu. In dieser Zeit hatte die SDR-Sendung das Zeichentrick-Maskottchen „Spaßvogel“. Das gelbe, geierähnliche Tier mit Tauchmaske und buntem Schnabel wurde – ähnlich wie Wum und Wendelin aus Der Große Preis – zum Geschehen der Sendung befragt und antwortete mit erheiternden Kommentaren. Ebenfalls für Belustigung sorgte in dieser Zeit Karl Dall, der als chaotischer Assistent die Filme abspielte und zudem in Telefonstreichen zu sehen war. In jeder Sendung bekam ein „Opfer“ den Spaßvogel in Form eines Wetterhahns verliehen. Die musikalische Gestaltung lag in Händen von Dieter Reith, der die geladenen Künstler live mit seiner Big Band vor aufwändigen Bühnenbildern begleitete. Seit 1981 wurden die meisten Filme vom Ortenauer Unternehmen Kimmig Entertainment produziert. Die bekanntesten Lockvögel unter Kurt Felix waren Wolfgang Herbort, Pit Krüger sowie die Schweizer Heino Orbini, René Besson und der Skiakrobat Art Furrer.
Ab 1992 wurden mehrere bekannte Moderatoren eingesetzt, von denen jedoch keiner an die Erfolge von Kurt Felix und seinem Team anknüpfen konnte. Zunächst wurde das Konzept auf Harald Schmidt zugeschnitten; bezeichnenderweise erhielt die Sendung nun den Untertitel Die Harald-Schmidt-Show. Der Spaßvogel sowie alle früheren Dauermitwirkenden (Paola, Karl Dall, die Big Band) tauchten nicht mehr auf. Nach Schmidts Ausscheiden 1995 übernahmen Dieter Hallervorden (1996/1997) und Cherno Jobatey (1998–2002) die Moderation.
Frank Elstner knüpfte ab 2002 wieder stärker an das ursprüngliche Sendekonzept an. Als Pendants für den „Blödelbarden“ Karl Dall holte er den Komiker Bodo Bach sowie für den Telefonstreich den SWR3-Stimmenimitator Andreas Müller in die Sendung. Zum neuen Maskottchen wurde die animierte Puppe Kurti im nun regelmäßig präsentierten Automatenstreich. Der Illusionist Simon Pierro brachte seine Zauberkünste ein und schuf damit eine neue Gattung von Streichen. Die Lockvögel Oliver Hiefinger und Klaus Sommerfeld wurden ebenso bekannte Gesichter der Sendung, wie es in den 1990er Jahren der „kleine Dicke vom Felix“, Wolfgang Herbort, war, der nun bei der Aufnahme etlicher Streiche hinter der Kamera steht. Die vorgesehene Sendezeit der Show wurde unter der Leitung von Frank Elstner auf knapp 135 Minuten verlängert; diese konnte um 30 bis 40 Minuten überzogen werden.
Seit Herbst 2002 gibt es die neue Titel- und Showmusik, komponiert von Darius Rafat.

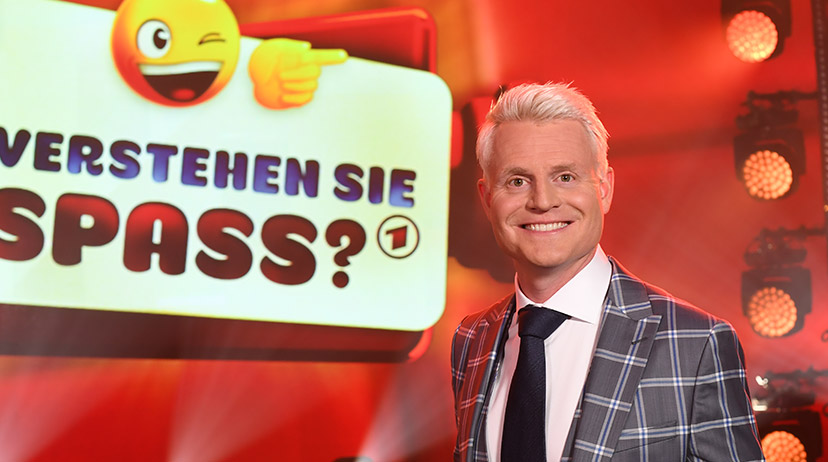
Guido Cantz (2018)

Am 21. November 2009 gab Frank Elstner die Moderation an Guido Cantz ab, der am 10. April 2010 erstmals moderierte. Dabei wurde das Erscheinungsbild der Show optisch an den neuen Moderator angepasst: Eine stilisierte Darstellung seines Gesichts zierte von da an das Logo, gesendet wurde aus einer daran angepassten Studiokulisse.
Mitte August 2010 begingen Paola und Kurt Felix, Karl Dall, Wolfgang Herbort sowie der neue Moderator Guido Cantz das 30-jährige Jubiläum der Show in einem „Best of Verstehen Sie Spaß?“. Die Sondersendung wurde auf dem Anwesen des Schweizer Moderatorenpaars in St. Gallen aufgezeichnet.
Ein neues Konzept der Verladung wurde in der Sendung im Dezember 2011 aus der Maimarkthalle in Mannheim erfolgreich erprobt. Bülent Ceylan, der zeitgleich mit der Ausstrahlung in der nahegelegenen SAP Arena sein Programm spielte, wurde vor Beginn seiner Zugabe von zwei Personen, die angeblich vom Ordnungsamt kamen, aufgefordert, sein Programm aus lärmschutzrechtlichen Gründen zu beenden. Der gesamte Vorgang wurde von Verstehen Sie Spaß? live aus der SAP-Arena übertragen.
Seit 2015 wird die Sendung nicht mehr in verschiedenen Hallen in Deutschland, sondern an einem festen Standort produziert. Eine Ausschreibung des federführenden SWR hatte ergeben, dass durch ein festes Studio in den Bavaria Studios in Grünwald rund 1,5 Millionen Euro pro Sendung eingespart werden können. Daher wurde Verstehen Sie Spaß? seither in Grünwald produziert. Die Kosten pro Sendung lagen damit bei rund 1,2 Millionen Euro.

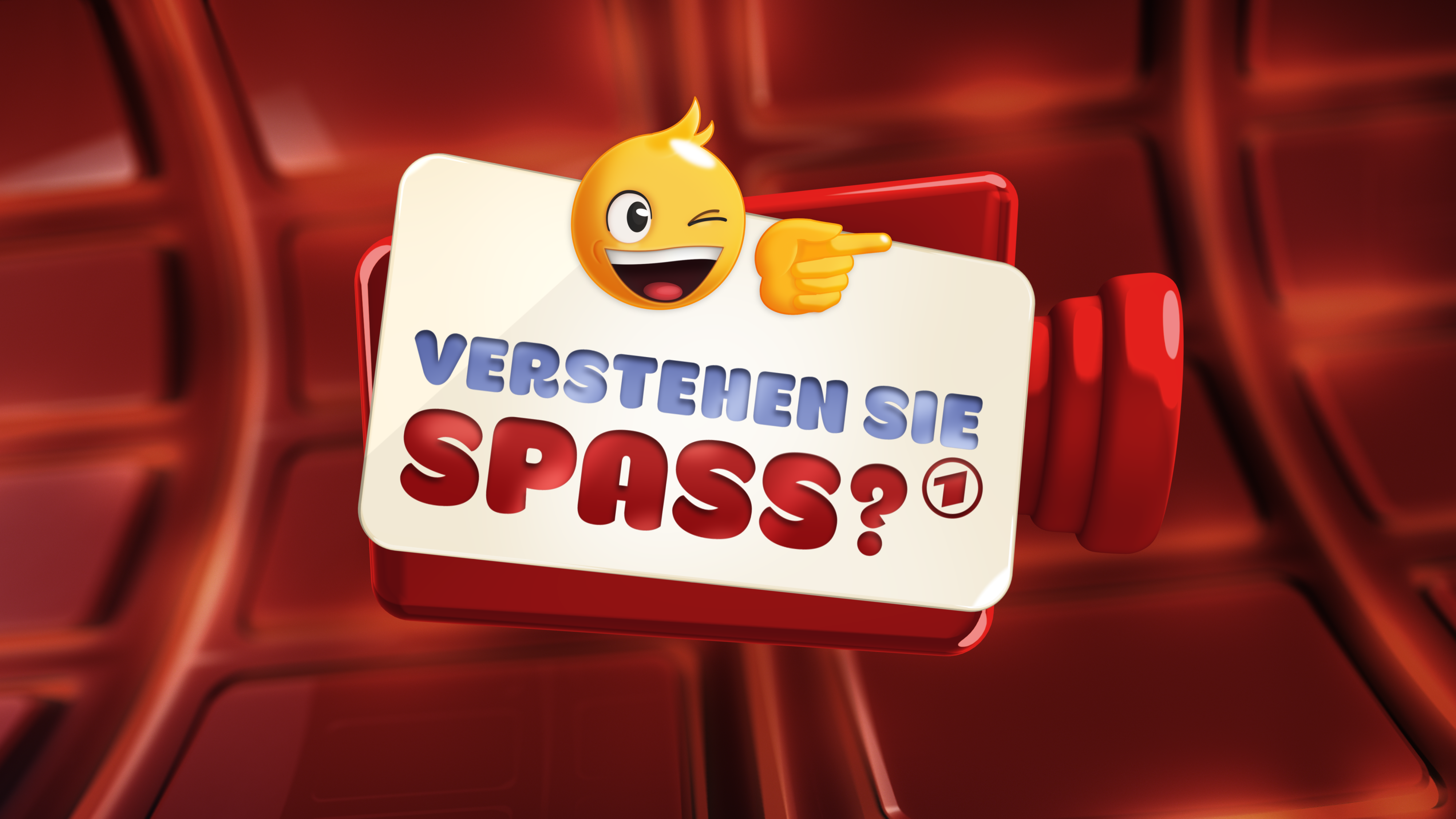
Verstehen Sie Spaß?-Logo (2018–2021)

Seit dem 29. Oktober 2016 wird Verstehen Sie Spaß? nach 33 Jahren Pause auch wieder auf dem Schweizer Sender SRF 1 ausgestrahlt, sowie in Österreich nach 18 Jahren Pause seit dem 14. April 2018 im ORF 1.
Im Jahr 2018 änderte man das gesamte Erscheinungsbild der Show. Man sendete aus einer veränderten Studiokulisse und führte ein neues Logo bestehend aus einer Kamera und Smileys ein.
Am 4. April 2020 wurde das 40-jährige Jubiläum der Show ähnlich dem 30-jährigen Jubiläum mit Highlights aus den vergangenen Jahren gefeiert. Aufgrund der COVID-19-Pandemie wurden jedoch die meisten Gäste per Video zugeschaltet und die Show fand ohne Publikum statt.
Als Gäste im Studio anwesend waren nur Bülent Ceylan und Eckart von Hirschhausen.
Seit dem 25. Oktober 2020 gibt es einen Ableger mit dem Titel Verstehen Sie Spaß? Kids.
Seit 2022 moderiert Barbara Schöneberger die Sendung, die mit dem Moderatorenwechsel ein neues Logo erhalten hat. Die Produktion zog ins Studio Berlin Adlershof um und die große Gästecouch im Studio wurde durch Sessel auf einer drehbaren Bühne ersetzt. Die rot-gelbe Farbgebung sowie die Titelmusik und Jingles wurden beibehalten. Im Oktober 2023 wechselte die Farbgebung zu violett-blau, ein Jahr später wurden die Sessel durch graue Sofa-Elemente ersetzt.
Im Zuge einer Sparmaßnahme der ARD soll es ab 2025 nur noch drei Ausgaben von Verstehen Sie Spaß? im Jahr geben, statt wie zuletzt fünf.

## Moderatoren
| Moderator            | von                | bis               | Folgennummern | Anzahl       |
| -------------------- | ------------------ | ----------------- | ------------- | ------------ |
| Kurt Felix           | 31. Januar 1980    | 1. Dezember 1990  | 1–53          | 53 Sendungen |
| Paola Felix          | 19. November 1983  | 1. Dezember 1990  | 25–53         | 29 Sendungen |
| Karl Dall            | 19. November 1983  | 1. Dezember 1990  | 25–53         | 29 Sendungen |
| Harald Schmidt       | 17. Oktober 1992   | 6. Mai 1995       | 54–69         | 16 Sendungen |
| Dieter Hallervorden  | 16. März 1996      | 26. April 1997    | 70–76         | 7 Sendungen  |
| Cherno Jobatey       | 19. September 1998 | 2. Februar 2002   | 77–93         | 17 Sendungen |
| Frank Elstner        | 28. September 2002 | 21. November 2009 | 94–132        | 39 Sendungen |
| Guido Cantz          | 10. April 2010     | 18. Dezember 2021 | 133–178       | 46 Sendungen |
| Barbara Schöneberger | 2. April 2022      |                   | 179–          | 13 Sendungen |

## Einschaltquoten

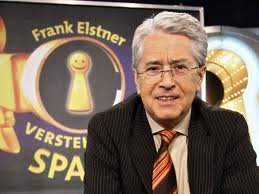
Während Frank Elstners Moderation waren die Quoten wieder stabil.

Zu Zeiten von Kurt und Paola Felix schalteten noch rund 21 Millionen Fernsehzuschauer die Sendung ein. In den Jahren zwischen 1992 und 1997 hatte die Sendung nur mittelmäßigen Erfolg im Fernsehen. Doch mit dem Moderatorenwechsel von Dieter Hallervorden zu Cherno Jobatey und der Konzeptänderung ins Altbewährte kamen die Zuschauer zurück. So schalteten bei Cherno Jobateys erster Sendung am 19. September 1998 rund zehn Millionen Fernsehzuschauer ein und brachten der ARD einen Marktanteil von rund 40 Prozent. In den Jahren 1998 bis 2002 pendelte sich die Quote dann bei sechs Millionen Zuschauern ein. Einen Spitzenwert erreichte die Zuschauerzahl nochmals im November 2001, als Jennifer Lopez in der Sendung gastierte.
Mit Frank Elstner hatte die Sendung seit 2002 ansehnliche Quoten. So verfolgten die Sendung vom 15. Dezember 2007 insgesamt 4,79 Millionen Zuschauer. Unter dem Moderator Guido Cantz sahen zuletzt 5,22 Millionen (April 2016) Menschen die Sendung, was einem Marktanteil von 18,2 Prozent entspricht. Bei der Live-Jubiläumsausgabe zum 40. Geburtstag im April 2020, die aufgrund der COVID-19-Pandemie das erste Mal ohne Studiopublikum stattfand, erreichte die Show mit 6,4 Millionen Zuschauern die beste Quote seit 15 Jahren. Das entspricht einem Marktanteil von 19,6 Prozent.
Den Einstand von Barbara Schöneberger am 2. April 2022 sahen etwa 4,53 Millionen Menschen, was einem Marktanteil von 16,6 Prozent entsprach. Damit lag Verstehen Sie Spaß? insgesamt auf dem Niveau, das im Dezember 2021 auch die Abschiedsfolge von Guido Cantz hatte. Diese erreichte damals rund 4,59 Millionen Zuschauer und ebenfalls einen Marktanteil von 16,6 Prozent. Die zweite Sendung Ende Juni 2022 konnte nur noch 2,29 Millionen Zuschauer (13,8 %) erreichen und hatte damit den niedrigsten Wert in der Geschichte der Sendung. Zur vierten Ausgabe Anfang Oktober 2022 folgte wieder ein Aufschwung: die Sendung sahen 3,93 Millionen Menschen (15,8 %). Danach sanken die Einschaltquoten erneut, bis sie im Mai 2023 auf 2,40 Millionen Zuschauer (12,1 %) sanken. Anfang Oktober 2023 schalteten jedoch wieder 3,18 Millionen Menschen (14,9 %) ein.

## Kritik
Manche Menschen empfinden das Konzept der Sendung als belästigend und als Eingriff in die Privatsphäre oder das Persönlichkeitsrecht. In Deutschland sind die heimliche Tonaufnahme des nicht-öffentlich gesprochenen Wortes und die heimliche Bildaufnahme in einer Wohnung oder einem gegen Einblick besonders geschützten Raum unter Strafandrohung (§ 201 StGB und § 201a StGB) verboten. Die nachträglich eingeholte Zustimmung („Genehmigung“) beseitigt nicht die Rechtswidrigkeit der Aufnahme.
In der Medienkritik fällt die Sendung seit Ende der 1980er Jahre regelmäßig durch. Bereits 1988 schrieb Hörzu:

„Paola und Kurt Felix pausieren bis November. Gut so. Denn das Team, das für sie die Späße ausheckt, braucht auch eine Denkpause. So krampfige Gags wie der Nikolaus im sommerlichen Mallorca oder der Elefant im Porzellanladen sind Indiz dafür.“

Die Kritik traf sämtliche Moderatoren seit Paola und Kurt Felix und war immer öfter auf das Grundkonzept der Sendung gemünzt. Zum Fortgang von Harald Schmidt 1995 schrieb wiederum Hörzu:

„Abschied leichtgemacht. Harmlose Gags (Gartenschlauch) zeigten: aus der Show ist die Luft raus. Höhepunkt: Italo-Schmuser Eros Ramazzotti.“

Spiegel Online kommentierte 2007:

„Frank Elstners spießiger ‘Verstehen Sie Spaß?’-Schabernack ist kaum noch mehr als schlecht gespieltes Landtheater.“

Wie die Einschaltquoten zeigen, war in der Bevölkerung Verstehen Sie Spaß? stets gern gesehen. Kurt Felix erreichte seinerzeit Rekord-Einschaltquoten von über 20 Millionen Zuschauern allein in Deutschland und 30 Millionen europaweit. 1990 erhielten Paola und Kurt Felix einen Bambi für die erfolgreichste TV-Unterhaltung Deutschlands in den 1980er Jahren. Kurt Felix, dessen größter Fernseherfolg Verstehen Sie Spaß? war, erhielt mehrere Auszeichnungen für sein Lebenswerk (Bambi 2003, Medienpreis SRG idée suisse 2005, Schweizer Fernsehpreis 2011).

## Auszeichnungen
- 1993: Bambi in der Kategorie Unterhaltung an Harald Schmidt
- 1993: Telestar in der Kategorie Beste Moderation Unterhaltung an Harald Schmidt
- 1996: Telestar in der Kategorie Beste Moderation Unterhaltung an Dieter Hallervorden
- 2014: Deutscher Comedypreis in der Kategorie Beste Versteckte Kamera

## Ähnliche Formate in anderen Ländern
- In den USA, wo die erste Sendung mit versteckter Kamera mit dem Titel Candid Camera bereits in den 1940er Jahren von Allen Funt erfunden wurde, gab es zahlreiche ähnliche Sendereihen wie Spy TV, Totally Hidden Video (1989–1992), Oblivious (2002–2004), Punk’d (seit 2003) und Girls Behaving Badly (seit 2002).
- In Frankreich ging die erste Show mit versteckter Kamera, La Caméra invisible, 1964 auf Sendung. Später griffen verschiedene französische Komiker wie Jean-Yves Lafesse, Pascal Sellem und Laurent Baffie auf Streiche zurück.
- In Kanada hatte die Sendung Surprise sur prise einen so großen Erfolg, dass sie nach einigen Folgen auch in Frankreich ausgestrahlt wurde. Man griff erfolgreich Kurt Felix’ Idee auf, auch Prominente hereinzulegen. Seit dem 26. Dezember 2000 besteht die Sendung Just for Laughs.
- In den Niederlanden gibt es seit 1980 die Sendung Bananasplit, deren Vorgänger die Show Poets war.
- In Großbritannien gibt es seit 1984 die Sendung Surprise, Surprise. Von 1987 bis 1996 lief Beadle’s About und von 2000 bis 2002 Trigger Happy auf Channel 4.
- In Polen wurde zwischen 2004 und 2005 und erneut 2015 Mamy Cię! produziert und gesendet.
- In der arabischen Welt erfreut sich die versteckte Kamera großer Popularität. Das ägyptische Fernsehen produziert seit etlichen Jahren für das Ramadan-Programm Sendungen mit verschiedenen Namen und Präsentatoren. In Algerien wird die Versteckte Kamera unter dem Namen Dzscoop ausgestrahlt.